# Ilian Stoyanov
Ilian Stoyanov ou Илиан Стоянов (né le 20 janvier 1977 à Kyoustendil) est un footballeur bulgare.

## Biographie
En tant que défenseur, il est international bulgare depuis 1998. Il participe à l'Euro 2004, où il ne joue pas le match contre la Suède, est titulaire contre le Danemark (carton jaune à la 50e minute) et contre l'Italie (carton jaune à la 66e minute). La Bulgarie est éliminée au premier tour.

## Palmarès
- Championnat de Bulgarie de football
  - Champion en 2001 et en 2002
  - Vice-champion en 2003, en 2004 et en 2005
- Coupe de Bulgarie de football
  - Vainqueur en 2002, en 2003 et en 2005
- Supercoupe du Japon de football
  - Vainqueur en 2008
- Coupe de la Ligue japonaise de football
  - Vainqueur en 2005 et en 2006
- Championnat du Japon de football D2
  - Champion en 2008